# احمد حمدی (بازیکن فوتبال)
احمد حمدی (انگلیسی: Ahmed Hamdy؛ زادهٔ ۱۰ فوریهٔ ۱۹۹۸) یک بازیکن فوتبال اهل مصر است.

## باشگاهی
از باشگاه‌هایی که در آن بازی کرده‌است می‌توان به باشگاه ورزشی الاهلی مصر اشاره کرد.

## تیم ملی
وی همچنین در تیم‌های ملی فوتبال زیر ۱۸ سال مصر زیر ۲۳ سال مصر بازی کرده است.